# 다이아비티스 (학술지)
다이아비티스(Diabetes)는 미국당뇨병학회에 의해 매달 발행되는 의학 학술지이다. 1952년 창간되었다.

## 같이 보기
- 당뇨 관리 (학술지)